# 臺北市立育成高級中學
臺北市立育成高級中學（英语：Taipei Municipal Yu Cheng Senior High School，縮寫YUCSH），簡稱育成高中，是台北市的三年制市立高中，校址於基隆河濱，與南港軟體園區、南港高工為鄰。

## 校史
過去南港區並無高級中學，在臺北市政府教育局推行「區區有高中」政策下，1996年8月1日教育局劃設南港高工東北角為該校校地，成立「市立南港高中籌備處」，並指派萬華國中校長鐘兆晟為首任籌備處主任，負責全部的籌備和建校事務。
1998年8月1日，鄰近南港國中升格為南港高中，因重名籌備處更名為「臺北市立育成高級中學籌備處」，同時並由復興高中陳必讀校長接任籌備處第二任主任，繼續辦理建校和規劃等校務。2002年校舍竣工，正式開始招生，由陳必讀擔任首任校長。2003年2月陳校長退休，由百齡高中楊萬賀接任第二任校長，2008年楊校長留任該校校長，2011年第三任校長由景美女中學務主任周寤竹接任(轉任內湖高中)，2015年第四任校長由中山國中校長張勳誠接任，2022年第五任校長由仁愛國中校長曾文龍接任。

## 歷任校長
- 第一任校長 - 陳必讀校長 2002年8月 - 2003年2月屆齡退休
- 第二任校長 - 楊萬賀校長 2003年2月 - 2011年7月，2011年8月起轉任市立萬芳高中校長
- 第三任校長 - 周寤竹校長（曾任景美女中主任），2011年8月 - 2015年7月，於2015年8月起轉任市立內湖高中校長
- 第四任校長 - 張勳誠校長（曾任中山國中校長） 2015年8月 - 2022年7月
- 第五任校長 - 曾文龍校長（曾任仁愛國中校長） 2022年8月 -現任。

## 學校象徵

### 校徽
該校校徽為一左手拇指形式，由台灣手部繪畫美術大師李光裕創作。當初只是幫校園雕刻一樽手部雕像的李光裕大師，在時任校長楊萬賀校長邀請下，特別再為育成高中畫立校徽；校徽經教育部審定通過，正式成為校徽。

### 校訓
校訓為「忠、勤、儉、樸」，即期望每個學生都能忠心、勤勞、節儉、樸實。

## 班級
2022年6月現有普通班學生51班、體育班學生6班及抽離式資源班1班，合計58班，學生1700人。

## 外部連結
- 台北市立育成高級中學全球資訊網中文網頁
- 深藍學生論壇育成版